# Stazione di Den Haag Ypenburg
Den Haag Ypenburg, è una stazione ferroviaria secondaria nella città del l'Aia, nei Paesi Bassi. È una stazione di superficie passante a due binari sulla ferrovia Gouda-L'Aia.